# Râul Valea Rea, Lechincioara
- Pentru alte râuri omonime, vedeți pagina de dezambiguizare Valea Rea.

Râul Valea Rea este un râu afluent al râului Tur. 